# 社会的費用
社会的費用（しゃかいてきひよう、social cost）とは、経済学における費用概念の一つ。市場経済において内部化されていない公害、環境問題等により社会全体あるいは第三者が被る損失＝負担させられる費用（外部性）のことをいう。

## 概要
市場経済は企業の利潤最大化と個人の効用最大化を共に達成しようとする経済であるが、この各経済主体の行動によって、大気汚染や交通渋滞など、経済にとってマイナスの要因（外部不経済）を生ぜしめることがある。市場の失敗と呼ばれるものの一つであり、これによって社会が負担する費用が社会的費用である。
この概念は1920年代にすでに注目されていたが、この概念を明確化したのはカール・ウィリアム・カップ (Karl William Kapp) である。

## 経緯
社会的費用の概念は、18世紀頃から、当初は特に資本家と労働者との関係（賃金、私的独占、失業、職業病、産業事故など）が社会にもたらす費用について指摘されてきたが、その後に公害・環境問題が顕在化するとそれについても指摘されるようになる。
アダム・スミスの概念を不完全な形で拡大させてきたとも指摘される古典学派は生産と分配の正の作用のみに注目し、これらは本来自己調整的であり公的機関の介入がなくとも最適解に達することができると主張してきたが、この考え方に基づく経済政策が進められて以降、私的独占や公害など様々な弊害が顕在化するようになった。社会的費用の概念はその関係から指摘されるようになり、市場の失敗といった指摘にもつながっている。
古典派経済学に礎を置きつつ厚生経済学の基礎を築いたピグー (Arthur Cecil Pigou) は、古典学派の立場から外部性の問題を検討し、正の外部効果については補助金を交付し、負の外部効果についてはピグー税により外部費用を内部化することが有効であるとした。つまり、ピグーはこうした社会的費用は政府部門における課税的措置により、最小の費用で社会的費用を内部化させることができると指摘した。現在ではこの概念が環境税などの形で実際に活用されている。
なお、ピグーはこの課税において社会的費用を汚染者負担原則、限界外部費用の水準で課税すれば、純便益が最大になるような効率性が得られ、最小の費用で社会的費用負担をすることができるとしたが、その限界外部費用の算出については後の研究に委ねられており、現在に至るまで分野毎に様々な研究がなされている（#社会的費用に関する文献などを参照）。
このように、専ら 19世紀以降に「社会的費用」 (social cost) という語が使われるようになったが、カップはその各論を詳細に示した上で、「社会的費用という語は生産過程の結果、第三者または社会が受け、それに対しては私的企業家に責任を負わせるのが困難な、あらゆる有害な結果や損失について言われる」と規定した。また、カップは「社会的費用の概念は非常に広いから、或る種の「社会的機会費用」、すなわち各種の浪費とか非能率の形をとる社会的費用要素すらこの中に含まれる」とも述べている。
近年になると、私的行為がもたらす道路渋滞による時間的損失や、私的企業による製造物責任や偽装問題といった消費者保護などについても社会的費用の一環として研究されており、たとえば前者についてはコンジェスチョン・チャージなどの形でその調整に成果を挙げている地域もある。

## 社会的費用に関する文献
- 宇沢弘文『自動車の社会的費用』（岩波新書、1974年、ISBN 4-00-411047-5）
- 村田喜代治『地域開発と社会的費用』（東洋経済新報社、1975年、ISBN 4-492-39004-9）
- 宇沢弘文『社会的共通資本』（岩波新書、2000年、ISBN 4-00-430696-5）
- 上岡直見『自動車にいくらかかっているか』（コモンズ、2002年、ISBN 4-906640-52-4）
- 水谷洋一「自動車交通の社会的費用とその負担のあり方〜自動車メーカーの機能と役割を中心に〜」、久保庭眞彰 編『環境経済論の最近の展開 第2部』pp.13-、2002年。